# Rosalie Hale
Rosalie Hale (nascida Rosalie Lillian Hale) é uma personagem fictícia da série Twilight (Crepúsculo, em português), da escritora estadunidense Stephenie Meyer. 
Rosalie aparece em todos os livros da série. Ela é uma das irmãs adotivas de Edward Cullen, e também é casada com Emmett Cullen. No cinema, é interpretada por Nikki Reed.

## História
Rosalie nasceu em 1915, em Rochester,NY . Enquanto humana, ela é descrita como elegante e com classe, sendo um pouco egoísta e egocêntrica (característica que levou consigo para sua existência vampírica). Rosalie era de classe média e sua família não passou pelos típicos problemas da Grande Depressão - seus pais a mimavam com vestidos bonitos e a favoritavam por sua esplêndida beleza. Extremamente vaidosa, Rosalie sabia que era bonita e acreditava poder ter tudo o que quisesse. Em 1933, com dezoito anos, ficou noiva de Royce King II, o rico herdeiro do banco onde seu pai trabalhava. Mesmo noiva de um bom partido, Rosalie tinha inveja de sua amiga Vera por causa do seu bebê e, numa visita, ela percebeu que a relação que Vera e o seu marido tinham era muito diferente da que Rosalie tinha com Royce. Rosalie desejava ter uma família rica, uma casa confortável e acima de tudo ter filhos. Na mesma noite, ao sair da casa de Vera, Rosalie encontrou Royce e os seus amigos bêbados na rua. Royce se gabou da beleza de sua noiva e, depois disso, ele e seus amigos a estupraram, deixando-a na rua para morrer. Carlisle, que sentiu o cheiro de sangue, saiu para procurar a origem e, quando viu Rosalie, decidiu transformá-la numa vampira. Edward não aprovou a transformação que Carlisle tinha feito em Rosalie, pois ela provavelmente seria reconhecida quando se tornasse vampira. Depois da sua transformação, ela torturou e matou os que a tinham maltratado, mas não bebeu o sangue de nenhum deles. Usando um vestido de noiva, Rosalie matou Royce por último. 
Em Eclipse, ela se orgulha em dizer que tem o segundo histórico mais limpo da família Cullen, nunca tendo experimentado sangue humano.
Rosalie deseja muito ter filhos. Ela foi a única entre os membros da família Cullen a votar contra Bella se tornar uma vampira, dizendo que essa não é escolha que ela teria feito para si mesma. Quando Isabella Swan fica grávida, ela a ajuda durante o período da gravidez, pois Carlisle e Edward queriam que Isabella Swan fizesse um aborto.

## Relacionamentos

### Emmett Cullen
É o marido de Rosalie. Rosalie salvou Emmett quando este estava sendo atacado por um urso, e o levou por um longo trajeto até a casa de Carlisle, onde este o transformou, pois ela não se sentia capaz disso. Como a habilidade de Emmett é a sua força, eles dois são imensamente mais físicos do que intelectuais, o que os torna o par perfeito. Já se casaram diversas vezes, só por causa da cerimônia. Emmett faria qualquer coisa para deixar Rosalie feliz, e já que Rosalie gosta de atenção e adora se mostrar ela casa-se várias vezes com o passar dos anos. Algumas vezes ele e Rosalie moram longe dos outros, como um casal recém-casado.

### Edward Cullen
Carlisle tinha a esperança de que Rosalie se tornasse uma companhia romântica para Edward. Só que os sentimentos dos dois acabaram sendo fraternais e, dois anos depois, Rosalie se apaixona por Emmett Cullen. Edward diz que Rosalie é irritante, embora eles cuidem um do outro como irmãos.

## Aparência
A verdadeira qualidade pessoal de Rosalie é a beleza. Bella se refere a ela como "do tipo que fazia toda garota perder a autoestima só por estarem no mesmo ambiente". É alta e escultural, com um estilo elegante, similar a uma modelo. Seu cabelo é ondulado, comprido e dourado. Os olhos variam do dourado ao negro (quando está com "sede"). Como todos os vampiros, tem a pele pálida e olheiras. Quando era humana, era bela, elegante e sofisticada. Seus olhos eram de um tom violeta-azul, como as violetas. Fisicamente ela tem 18 anos.

## Concepção
Quando perguntada sobre a forma de criação dos personagens de seus livros, Stephenie Meyer citou Rosalie, dizendo que a concepção da personagem, bem como sua personalidade, foi um pouco mais difícil, tendo levado um tempo para descobrir as reais motivações da vampira.

## Habilidades
Como qualquer outro vampiro, Rosalie Hale tem super força e velocidade inumana. Sua maior característica é a beleza, ou, na opinião de Edward, sua tenacidade (sua teimosia).